# Jabeur Dridi (ur. 1978)
Jabeur Dridi (ur. 1 lipca 1978) – tunezyjski zapaśnik walczący w stylu wolnym. Brązowy medalista igrzysk panarabskich w 1997. Zdobył siedem medali na mistrzostwach Afryki w latach 1997 - 2004. Czwarty na igrzyskach śródziemnomorskich w 2001 i szósty w 1997 roku.